# Quelea
Els quelees (Quelea) són un gènere d'ocells de la família dels plocèids (Ploceidae) que habiten a l'Àfrica subsahariana.

## Descripció
Es tracta d'ocells gregaris de mida petita, semblants a pardals o pinsans, amb becs adaptats a menjar llavors. Els quleas poden ser nòmades en vastes àrees de distribució; es diu que el quelea becvermell és l'espècie d'ocell més nombrosa del món.

## Impacte en l'agricultura
El quelea becvermell representa una plaga important per als conreus de cereals de gra petit a gran part de l'Àfrica subsahariana; els grans de blat de moro són massa grans per a ella. Q. erythrops pot causar danys substancials a l'arròs. No se sap que Q. cardinalis destrossi els cultius.

## Filogènia
Segons anàlisis recents d'ADN, el quelea becvermell és germà d'un clade que consisteix en les dues espècies restants del gènere Quelea, és a dir, Q. cardinalis i Q. erythrops. El gènere pertany al grup dels verdaders teixidors (subfamília Ploceinae) i està més relacionat amb Foudia, un gènere d'espècies que es troben a les illes de l'oceà Índic occidental. Aquest clade és germà de les espècies asiàtiques del gènere Ploceus.
L'arbre següent representa la visió actual de les relacions entre les espècies de Quelea i els parents més propers.
|  | Q. quelea                                                      |
|  |                                                                |
|  | \| \| Q. cardinalis \| \| \| \| \| \| Q. erythrops \| \| \| \| |
|  |                                                                |
|  | Q. cardinalis                                                  |
|  |                                                                |
|  | Q. erythrops                                                   |
|  |                                                                |

|  | Q. cardinalis |
|  |               |
|  | Q. erythrops  |
|  |               |

|  | Q. quelea                                                      |
|  |                                                                |
|  | \| \| Q. cardinalis \| \| \| \| \| \| Q. erythrops \| \| \| \| |
|  |                                                                |
|  | Q. cardinalis                                                  |
|  |                                                                |
|  | Q. erythrops                                                   |
|  |                                                                |

|  | Q. cardinalis |
|  |               |
|  | Q. erythrops  |
|  |               |

|  | Q. quelea                                                      |
|  |                                                                |
|  | \| \| Q. cardinalis \| \| \| \| \| \| Q. erythrops \| \| \| \| |
|  |                                                                |
|  | Q. cardinalis                                                  |
|  |                                                                |
|  | Q. erythrops                                                   |
|  |                                                                |

|  | Q. cardinalis |
|  |               |
|  | Q. erythrops  |
|  |               |

|  | Q. quelea                                                      |
|  |                                                                |
|  | \| \| Q. cardinalis \| \| \| \| \| \| Q. erythrops \| \| \| \| |
|  |                                                                |
|  | Q. cardinalis                                                  |
|  |                                                                |
|  | Q. erythrops                                                   |
|  |                                                                |

|  | Q. cardinalis |
|  |               |
|  | Q. erythrops  |
|  |               |

## Taxonomia
Segons la classificació del Congrés Ornitològic Internacional (versió 15.1, 2025), aquest gènere està format per tres espècies:
- Quelea cardinalis - quelea cardenal.
- Quelea erythrops - quelea cap-roig.
- Quelea quelea - quelea becvermell.